# كاهغان عليا
كاهغان عليا (بالفارسية: کاهگان علیا) هي قرية تقع في قسم بشتكوة موغوئي الريفي في إيران. يقدر عدد سكانها بـ 96 نسمة بحسب إحصاء 2016.